# Caisse nationale d'assurance pension
La Caisse nationale d'assurance pension (CNAP) est un établissement public luxembourgeois qui est responsable, dans le cadre du système de sécurité sociale des pensions de retraite dans le secteur privé.

## Histoire
La caisse nationale d'assurance pension est créée le 1er janvier 2009 dans le cadre de la réforme du système de sécurité sociale introduisant un statut unique pour les salariés du secteur privé. La CNAP nouvellement créé succède ainsi aux quatre caisses de pension qui couvraient le secteur privé en fonction de la catégorie socioprofessionnelle :
- Établissement d'assurance contre la vieillesse et l'invalidité (AVI) ;
- Caisse de pension des artisans, des commerçants et industriels (CPACI) ;
- Caisse de pension des employés privés (CPEP) ;
- Caisse de pension agricole (CPAG).